# 佩尼亞弗洛爾 (智利)

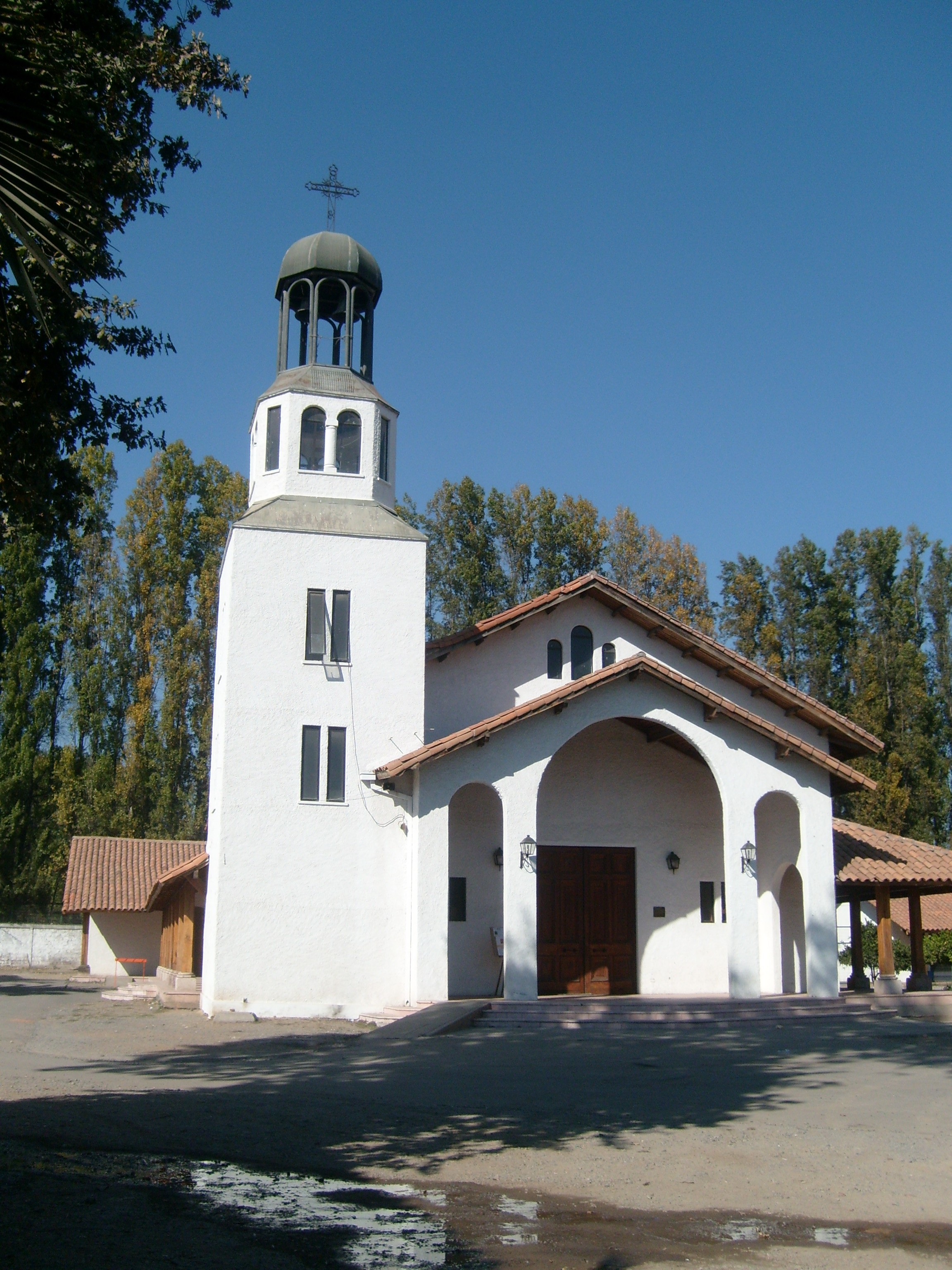

佩尼亞弗洛爾（西班牙語：Peñaflor）是智利的城鎮，位於該國中部，由聖地亞哥首都大區的塔拉甘特省負責管轄，面積69平方公里，海拔高度342米，2002年人口66,619，人口密度每平方公里965.5人。

## 外部連結
- Official link （页面存档备份，存于） - Municipality of Peñaflor